# Sinophasma biacuminatum
Sinophasma biacuminatum is een insect uit de orde Phasmatodea en de familie Diapheromeridae. De wetenschappelijke naam van deze soort is voor het eerst geldig gepubliceerd in 2006 door Chen & He.